# Ponte Romano (Magonza)
Il ponte romano di Magonza, (dal latino Pons Ingeniosa), era un ponte romano in pietra sul Reno a Mogontiacum (Magonza). Ha sostituito, poco dopo l'anno 70, un ponte di legno, probabilmente un ponte su palafitte, che era stato utilizzato a partire dall'anno 27. Secondo ritrovamenti più recenti e datazioni dendrocronologiche, un solido ponte a pilastri in pietra potrebbe essere stato costruito già intorno all'anno 30. Il ponte romano di Mogontiacum è esistito almeno fino a quando le tribù germaniche attraversarono il Reno all'inizio del V Secolo.

## Storia

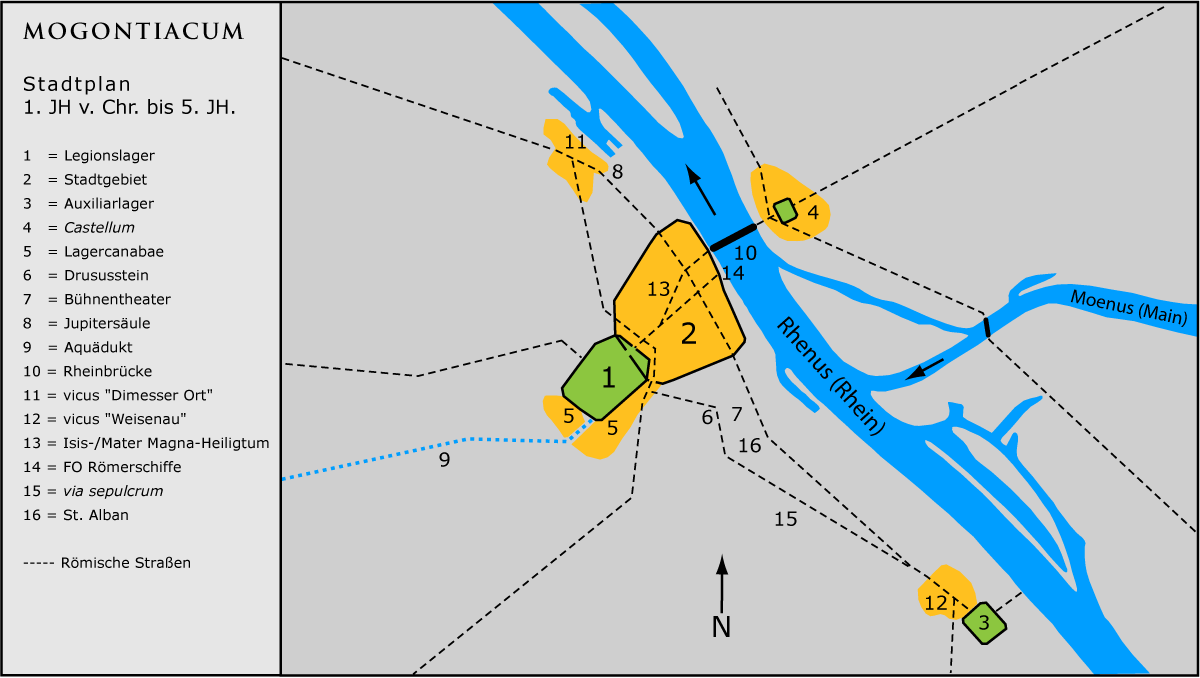
Pianta dell'antica Mogontiacum, Il Römerbrücke (n. 10) collegava la testa di ponte sulla riva destra del Reno con Magonza

Con la fondazione dell'accampamento legionario di Mogontiacum da parte di Druso e gli ulteriori sforzi di espansione dell'Impero Romano verso la Germania sulla riva destra del Reno, vi era l'urgente necessità di un attraversamento permanente del Reno. Un ponte navale (pons navalis) sulla riva destra del Reno esisteva probabilmente già nell'epoca della campagna di Druso da Mogontiacum nel 10 a.C. La testa di ponte sulla riva destra del Reno fu fortificata con un forte (Castellum Mattiacorum), dal quale, in seguito, sorse l'insediamento Mainz-Kastel.
Secondo lo stato attuale delle ricerche, il ponte navale fu sostituito da una solida costruzione in legno sotto l'imperatore Tiberio. I reperti di legno e il loro esame dendrocronologico permettono di datare la costruzione del ponte all'anno 27.

## Datazione del ponte di pilastri in pietra
La costruzione di un ponte permanente sul Reno presso l'accampamento legionario di Magonza è stata finora collocata dalla letteratura nella prima metà del regno dell'imperatore Vespasiano (69-74 d. C.). Secondo nuovi ritrovamenti archeologici, la costruzione del ponte poggiante su 21 pilastri in pietra potrebbe essere avvenuta già nel tardo periodo tiberiano. Nuovi scavi archeologici effettuati nel centro di Magonza nel 2004 consentono di giungere a questi nuovi possibili risultati:
Il ritrovamento è una fortificazione lignea di sponda lunga 30 , realizzata da palancole riutilizzate, tavole di legno unite tra loro con tenoni e in gran parte a tenuta stagna. Gli ingegneri militari romani ricavavano cassoni idrorepellenti da tali assi, che garantivano un'area di lavoro asciutta nel fiume durante la costruzione dei pilastri dei cosiddetti ponti a grata su pali. I pilastri in pietra del ponte sono stati eretti su palificazioni conficcate sul letto del fiume. La connessione tra le palancole, datate dendrocronologicamente, e il metodo di costruzione dei ponti a griglia su pali può quindi portare alla conclusione che il ponte sia stato costruito intorno all'anno 30.  Ciò renderebbe il ponte romano di Magonza il più antico ponte a grata su pali conosciuto sul Reno e sui suoi affluenti. Rimase fino all'inizio del V Secolo in uso ed era forse ancora utilizzato per l'attraversamento del Reno del 406 dagli invasori germanici.

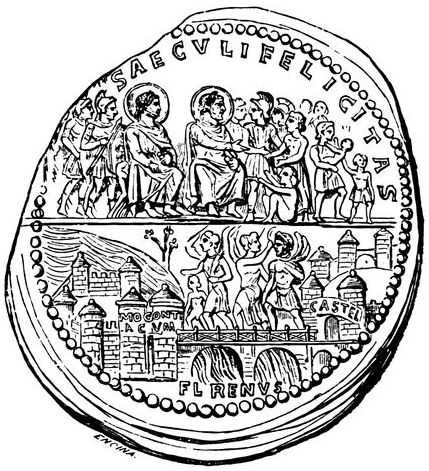
Medaglione in piombo di Lione raffigurante il ponte da Moguntiacum a Castellum

Il ponte a pilastri di pietra è raffigurato sul medaglione di piombo trovato nel 1862 nella Saône vicino a Lione, che risale al 300 d.C. circa e rappresenta la più antica veduta cittadina di Mogontiacum. Anche presso il ponte romano di Treviri - anch'esso una costruzione in legno su pilastri di pietra - sono state scoperte in passato, delle palancole, sebbene in situ. A differenza del ponte di Magonza, i pilastri romani in pietra sono sopravvissuti nella Mosella e sostengono ancora oggi l'impalcato del ponte.

## Collegamento stradale

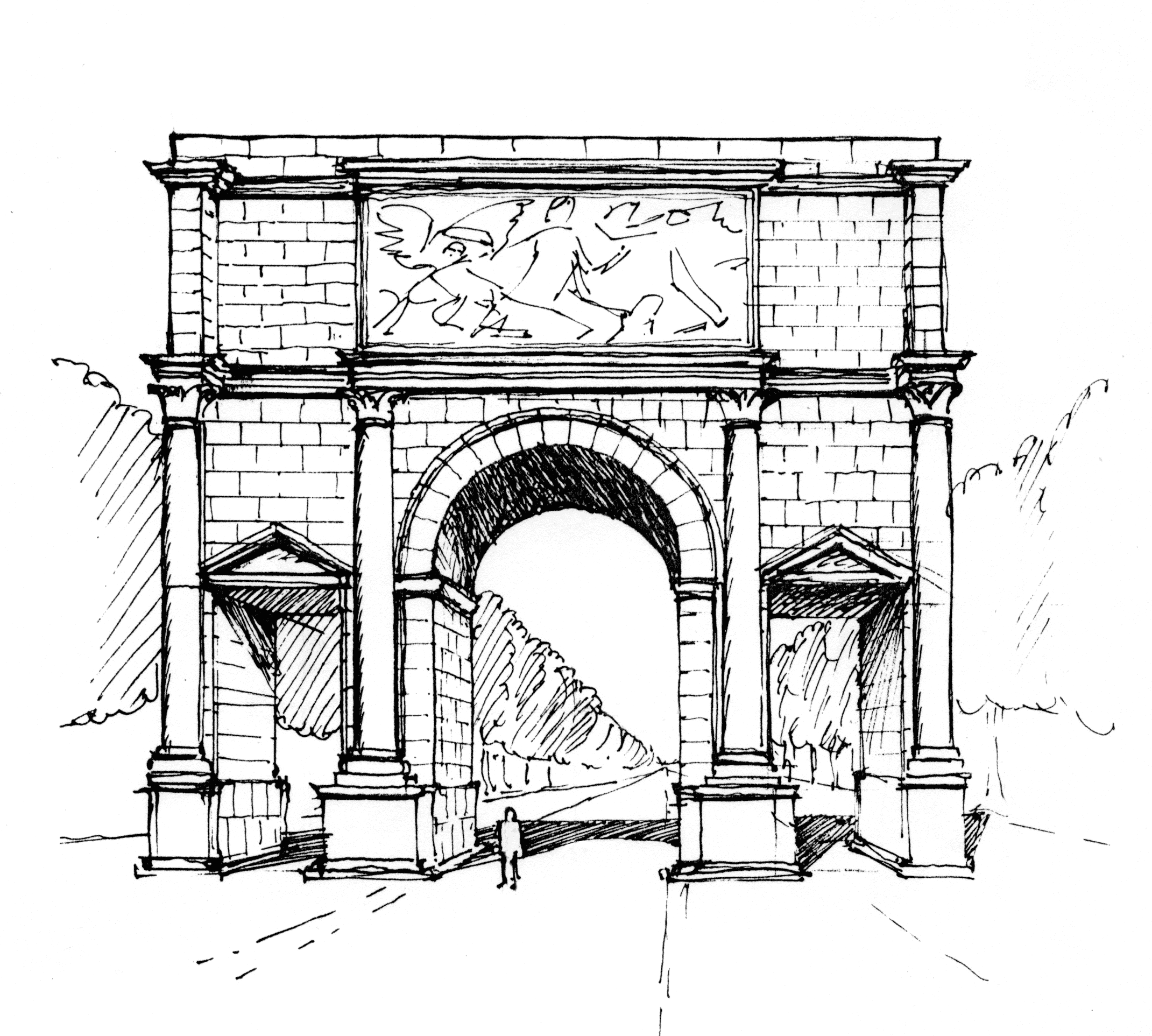
Arco onorario romano ricostruito a Magonza-Kastel allineato con la strada proveniente dal ponte

La strada che attraversava il ponte conduceva all'arco onorario più settentrionale finora conosciuto nell'Impero Romano. Fu probabilmente costruito dopo la morte di Germanico, nel 19 d.C., in suo onore nel territorio ora noto come distretto di Magonza-Kastel, tra il 18 e il 43 d.C. La strada romana, che correva quasi diritta, collegava Magonza-Kastel con la città di Nida (oggi Francoforte-Heddernheim); dal Medioevo si chiama Elisabethenstraße. Il suo percorso è noto anche come Steinerne Straße, Hohe Straße o Heerstraße. Il suo percorso è ancora conservato in gran parte.

## Ponte sul Reno di Carlo Magno
Sia Einhard nella sua Vita et gesta Caroli Magni che il Poeta Saxo raccontano che l'imperatore Carlo Magno, durante la sua vita, costruì un ponte sul Reno all'inizio del IX secolo, che però bruciò nel maggio dell'813 a causa di un incendio doloso durante la sua vita. Il nuovo ponte previsto non fu mai costruito. Si presume che i pilastri romani in pietra siano stati riutilizzati per il ponte di Carlo. Le loro fondamenta si sono conservate a lungo e sono servite come punti di ancoraggio per i mulini ad acqua di Magonza fino alla loro rimozione nel XIX secolo.
Fu solo nel 1862 fu costruito un ponte permanente sul Reno vicino a Magonza, il Mainzer Südbrücke, un ponte ferroviario.